# Żyły wątrobowe

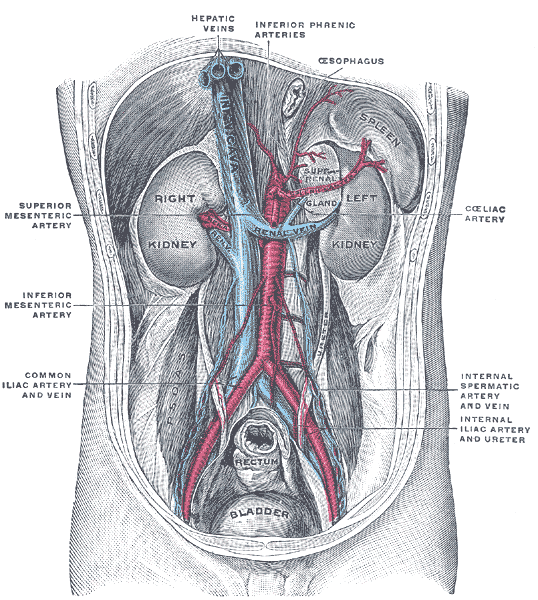
Ujście żył wątrobowych (hepatic veins) do żyły głównej dolnej

Żyły wątrobowe (łac. venae hepaticae) – w anatomii człowieka żyły (2-3) odprowadzające krew z wątroby (doprowadzoną tam przez żyłę wrotną i tętnicę wątrobową) do żyły głównej dolnej.

Zakrzepica żył wątrobowych jest nazywana zespołem Budda-Chiariego.

## Podział
- żyła wątrobowa prawa (vena hepatica dextra)
- żyła wątrobowa środkowa (vena hepatica intermedia)
- żyła wątrobowa lewa (vena hepatica sinistra)

## Przebieg

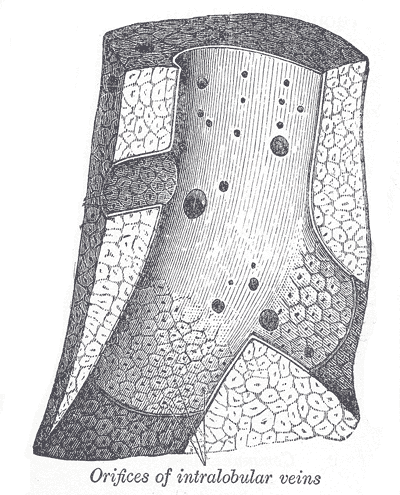
Przekrój podłużny przez żyłę wątrobową

Żyły wątrobowe położone są w całości w miąższu wątroby. Uchodzą skośnie do żyły głównej dolnej bezpośrednio przed jej przejściem przez przeponę.

Krew z prawego płata wątroby odprowadzana jest przez prawą żyłę wątrobową. Z płata lewego i czworobocznego przez 1 lub 2 żyły wątrobowe lewe.

Przypuszcza się, że żyły wątrobowe mogą regulować swoje światło (a co za tym idzie przepływ) poprzez skurcze zgrubień mięśniówki zlokalizowanych głównie w okolicach ujść do żyły głównej dolnej.

## Długość
- żyła wątrobowa prawa – 10,4 cm
- żyła wątrobowa środkowa – 6,6 cm
- żyła wątrobowa lewa – 3,9 cm

## Odmiany
Poszczególne żyły wątrobowe mogą uchodzić do piersiowej części żyły głównej dolnej a nawet bezpośrednio do prawego przedsionka serca.

Mogą także łączyć się w jeden wspólny pień.